# Vizeadmiral

Vizeadmiral est un grade utilisé dans les marines allemandes. Selon la classification OTAN, c'est un grade OF-8. Il est directement supérieur au Konteradmiral et directement inférieur au Admiral.
En France son équivalent est 'vice-amiral d'escadre'